# Forest (R指定の曲)
「forest」（フォレスト）は、日本のヴィジュアル系バンドであるR指定が2016年8月3日に発売した、通算21枚目となるシングル。

## 概要
- 2016年の第2弾シングル。前作「八十八箇所巡礼」から4か月後にリリースされた。
- 通常盤と初回限定盤の2形態でのリリースで、初回限定盤には表題曲「forest」のPVとメイキング映像が収録されたDVDが封入されている。

## 収録曲

### CD
1. forest
2. 正義のヒーロー

### 初回限定盤DVD
1. forest PV
2. forest PV Making